# Бисе ле Трав
Бисе ле Трав (фр. Bucey-lès-Traves) насеље је и општина у источној Француској у региону Франш-Конте, у департману Горња Саона која припада префектури Везул.
По подацима из 2011. године у општини је живело 106 становника, а густина насељености је износила 37,99 становника/km². Општина се простире на површини од 2,79 km². Налази се на средњој надморској висини од 242 метара (максималној 250 m, а минималној 203 m).

## Демографија
| 1962. | 1968. | 1975. | 1982. | 1990. | 1999. | 2011. |
| ----- | ----- | ----- | ----- | ----- | ----- | ----- |
| 63    | 71    | 56    | 85    | 101   | 77    | 106   |

График промене броја становника у току последњих година